# صوت الصمت (أغنية)
صوت الصمت (بالإنجليزية: The Sound of Silence)‏ أغنية من الثنائي الموسيقي الأمريكي سايمون وغارفنكل. كتب الأغنية بول سايمون على مدى عدة أشهر خلال عامي 1963 و 1964، والتي تتحدث عن عدم تواصل الإنسان مع رفقائه. وقعّ الثنائي على صفقة قياسية مع شركة كولومبيا بعد اختبار في الاستوديو، وتم تسجيل النسخة الأصلية بالجيتارات الصوتية (أكوستكAcoustic) في مارس 1964 في مدينة نيويورك وتضمينها في الألبوم الأول للثنائي، الذي صدر تحت عنوان «يوم الأربعاء الساعة 3 صباحًا.Wednesday Morning, 3 A.M» في 19 أكتوبر 1964، وكان فشلًا تجاريًا وأدى إلى تفكك الثنائي. سافر بول سايمون إلى إنجلترا، وذهب آرت جارفونكل إلى دراسته في جامعة كولومبيا.
بدأت الأغنية في عام 1965 في جذب البث على محطات الإذاعة في بوسطن وماساتشوستس وفي جميع أنحاء فلوريدا. دفع البث المتنامي توم ويلسون، منتج الأغنية، إلى إعادة مزج الأغنية، وتعديل الآلات الكهربائية والطبول، وتصدرت هذه النسخة المعاد خلطها كأغنية فردية في سبتمبر 1965. لم يتم إبلاغ الثنائي سايمون وجارفونكل عن ريمكس الأغنية إلا بعد إصدارها. صعدت الأغنية إلى المركز الأول على قائمة البيلبورد هوت 100 في الأسبوع المنتهي في 1 يناير 1966، مما أدى إلى لم شمل الثنائي لتسجيل ألبومهما الثاني على عجل، والذي أطلقت عليه شركة كولومبيا «أصوات الصمت» في محاولة للاستفادة من نجاح الأغنية، التي تم ضمها بالصورة المعاد مزجها إلى هذا الألبوم الجديد.
تضمن فيلم «الخريج» (أول بطولة للممثل العالمي داستن هوفمان) عام 1967 النسخة المعدلة من الأغنية التي ظهرت في ألبوم الموسيقى التصويرية للفيلم، وتضمن الألبوم بالإضافة إلى ذلك ثلاث أغنيات أخرى من الفيلم: «السيدة روبنسون Mrs. Robinson» و«أبريل تعال، هي ستأتي April Come She Will» و«سكاربورو فيرScarborough Fair».
كانت الأغنية من بين العشرة الأوائل على قوائم أفضل الأغاني في العديد من البلدان حول العالم، من بينها أستراليا - النمسا - ألمانيا الغربية - اليابان - هولندا. تُعتبر الأغنية عمومًا أغنية روك شعبية كلاسيكية، وقد أُضيفت إلى السجل الوطني للتسجيلات في مكتبة الكونجرس لكونها «مهمة ثقافيًا أو تاريخيًا أو جماليًا» في عام 2012، إلى جانب بقية ألبوم أصوات الصمت.

## كلمات الأغنية
مرحبا ايها الظلام، صديقي القديم Hello darkness, my old friend
جئت أتحدث معك مرة أخرى I've come to talk with you again
لأن الرؤية زاحفة  إلى بهدوء Because a vision softly, creeping
تركت بذورها وأنا نائم Left its seeds while I was, sleeping
والرؤية التي زرعت في ذهني، لا تزال باقية And the vision, that was planted in my brain, still remains
داخل صوت الصمت Within the sound of silence
مشيت وحدي في الأحلام المضطربة In restless dreams I walked alone
شوارع ضيقة مرصوفة بالحصى Narrow streets of cobblestone
تحت هالة مصباح الشارع Neath the halo of a streetlamp'
رفعت ياقتي للبرد والرطوبة I turned my collar to the cold and damp
عندما طعنت عيناي وميض ضوء النيون When my eyes were stabbed by the flash of a neon light
الذي يشطر الليل That split the night
ويلمس صوت الصمت And touched the sound, of silence
وفي الضوء العاري رأيت And in the naked light I saw
عشرة آلاف شخص، ربما أكثر Ten thousand people maybe more
ناس تتحدث دون حوار People talking without speaking
ناس تسمع دون إنصات People hearing without listening
ناس تكتب أغاني، لن تشاركها الأصوات أبدًا People writing songs, that voices never shared
لم يجرؤ أحد No one dared
أن يعكر صوت الصمت Disturb the sound, of silence
قلت يا حمقى، أنتم لا تعلمون Fools, said I, You do not know
ينمو الصمت مثل السرطان Silence like a cancer grows
اسمع كلماتي التي قد أعلمك إياها Hear my words that I might teach you
خذ بذراعي فقد أصل إليك Take my arms that I might reach you
لكن كلماتي سقطت مثل قطرات المطر الصامتة But my words, like silent raindrops fell
وأحدثت صدى في آبار الصمت And echoed, in the wells, of silence
وانحنى الناس وصلّوا And the people bowed and prayed
لإله النيون الذي صنعوه To the neon god they made
وأومضت اللافتة تحذيرها And the sign flashed out its warning
في الكلمات التي كانت تتشكل In the words that it was forming
وقالت العلامة And the sign said
كلام الأنبياء The words of the prophets
مكتوب على جدران مترو الانفاق Are written on the subway walls
وصالات المساكن And tenement halls
وهمست بصوت الصم And whispered in the sounds of silence

## استقبال الأغنية
في عام 1999، قامت «مؤسسة بث الموسيقى BMI» (واحدة من منظمات حقوق الأداء، وتقوم بتحصيل رسوم الأداء العلني من الجهات التي تستخدم الموسيقى نيابة عن مؤلفي الأغاني والملحنين وناشري الموسيقى) بتصنيف أغنية «صوت الصمت» باعتبارها الأغنية الثامنة عشر الأكثر أداءً في القرن العشرين، وفي عام 2004، احتلت الأغنية المرتبة رقم 157 في قائمة رولينج ستون لأفضل 500 أغنية في كل العصور، وهي واحدة من أغنيات الثنائي الثلاث في القائمة. تعتبر الأغنية في الوقت الحالي «الإصدار الجوهري لموسيقى الروك الشعبية». في 21 مارس 2013، تمت إضافة الأغنية إلى السجل الوطني للتسجيلات في مكتبة الكونجرس لحفظها على المدى الطويل جنبًا إلى جنب مع باقي أغاني ألبوم أصوات الصمت.
صنفت مجلة «لاود واير Loudwire» (مجلة أمريكية على الإنترنت تغطي موسيقى الروك والميتال الثقيل) أغنية «صوت الصمت» النسخة التي أصدرها فريق الميتال الأمريكي «ديستيربيد» كأفضل أغنية لعام 2016، كما صنفت فيديو الأغنية لنفس الفريق كأفضل فيديو غنائي لنفس العام.
حصلت الأغنية على جائزة الاسطوانة البلاتينية في أستراليا والنمسا وكندا والدنمارك والنرويج  وبريطانيا والولايات المتحدة، وحصلت على جائزة الأسطوانة الذهبية في ألمانيا وإيطاليا ونيوزيلندا وسويسرا.

## الأغنية في السينما
كان المخرج مايك نيكولز يقوم بإعداد سيناريو فيلم «الخريج» عام 1967 بمعاونة الكاتب سام أوستين، حيث قام بوضع موسيقى تصويرية لبعض المشاهد بدلًا من هذه الأغنية، وتوصل في النهاية إلى أنه لا يمكن العثور على بديل مناسب وقرر شراء حقوق الأغنية لاعتمادها كموسيقى تصويرية لفيلمه. كان هذا قرارًا غير معتاد، حيث أن الأغنية صدرت قبل أكثر من عام، ولم يكن إعادة وضع الموسيقى التي تصدر في وقت سابق للأفلام يتم بشكل شائع في ذلك الوقت. مع ممارسة استخدام الأغاني الشهيرة القديمة للأفلام أصبحت أكثر شيوعًا، تم استخدام أغنية «صوت الصمت» منذ ذلك الحين لأفلام أخرى مثل:
«الرجل المناسب» 1996 Kingpin
«المدرسة القديمة» 2003 Old School
«بوبي» 2006 Bobby
«الحراس» 2009 Watchmen
«ليلة ذات 12 عام» 2018 A Twelve Year Night
«نادرا ما يأتي ثلاثة من هذا النوع بمفردهم Ein Drilling kommt selten allein» الفيلم التلفزيوني الألماني، حيث غناها الجد والجدة لتهدئة ثلاثة أطفال رضع ليخلدوا إلى النوم.
تم استخدام الأغنية خلال الموسم الرابع من المسلسل التلفزيوني «توقف التنمية Arrested Development» عام 2013، واستخدمت أيضًا كجزء من الموسيقى التصويرية للحلقة الرابعة من «حرب فيتنام»، المسلسل الوثائقي لعام 2017 من تأليف كين بيرنز ولين نوفيك.

## وصلات خارجية
https://www.youtube.com/watch?v=5uJ-ijeoH_A صوت الصمت (أغنية)
https://www.songfacts.com/facts/simon-garfunkel/the-sound-of-silence صوت الصمت (أغنية)
https://www.allmusic.com/song/the-sound-of-silence-mt0005983149 صوت الصمت (أغنية)
https://auralcrave.com/en/2020/08/27/the-sound-of-silence-the-meaning-of-simon-and-garfunkels-masterpiece/ صوت الصمت (أغنية)